# 토성 (건축)
토성(土城)은 흙으로 만든 성을 말한다.

## 축성기법
토성은 먼저 흙반죽을 쌓은 뒤 흙과 볏짚을 섞어서 만든 반죽을 쌓고 다시 흙반죽을 쌓아서 이를 반복해 만든 성이다. 여기에서 볏짚은 흙이 무너지지 않게 잡아주는 역할을 한다.
토성의 축성기법은 벽돌이 개발된 이후부터는 쓰이지 않게 되었다.

## 국가 별 토성

### 한국의 토성
- 몽촌토성 [ 蒙村土城 ]
- 풍납토성 [ 風納土城 ]
- 짓재토성 [ -土城 ]
- 황산토성 [ 荒山土城 ]
- 관호토성 [ 觀湖土城 ]
- 염산토성 [ 簾山土城 ]
- 봉무토성 [ 鳳舞土城 ]
- 정북동토성 [ 井北洞土城 ]

### 중국의 토성
- 만리장성 [ 萬里長城 ] 중 일부 구간: 매우 오랜 기간 동안 축성된 성인 관계로 여러 가지 축성 기법으로 제작되었다.